# 동해지방해양경찰청
동해지방해양경찰청(東海地方海洋警察廳, East Regional Headquarters Korea Coast Guard)은 대한민국 동해 중부 해역의 경찰 및 오염방제에 관한 사무를 수행하는 대한민국 해양경찰청의 소속기관이다. 동해지방해양경찰청장은 치안감(2급 상당)으로 보한다.(해양경찰청과 그 소속기관 직제 제26조 2항) 강원특별자치도 동해시 이원길 156(지가동)에 위치하고 있다.

## 연혁
- 2006년 4월 1일: 동해지방해양경찰본부 발족
- 2006년 12월 1일: 동해지방해양경찰청 개청
- 2014년 11월 19일: 대한민국 국민안전처 소속으로 변경, 동해해양경비안전본부로 개칭
- 2017년 7월 26일: 대한민국 해양경찰청 소속으로 변경, 동해지방해양경찰청으로 변경
- 2022년 2월 22일: 동해지방해양경찰청청장의 직급이 경무관에서 치안감으로 승격(3급 ⇾ 2급)
- 2025년 3월 31일 : 강릉해양경찰서 신설

## 조직
| - 청문감사담당관실 - 기획운영과 - 운영지원계 - 기획예산계 - 경리계 - 장비관리계 - 정보통신계 - 해상안전통신국 | - 경비안전과 - 경비구난계 - 해상안전계 - 수색구조계 - 훈련단 - 수사정보계 - 국제범죄수사대 - 상황센터 | - 해양오염방제과 - 방제계 - 예방지도계 - 분석계 - 항공단 - 양양항공대 - 포항항공대 - 특공대 |

### 소속 해양경찰서[2]
- 속초해양경찰서 - 강원특별자치도 속초시 해양로8가(동명동 53-23)
- 강릉해양경찰서 - 강원특별자치도 강릉시 강릉대로 321
- 동해해양경찰서 - 강원특별자치도 동해시 부곡동 산14
- 울진해양경찰서 - 경상북도 울진군 후포면 후포삼율로 103
- 포항해양경찰서 - 경상북도 포항시 북구 용흥동 28번길 9

### 소속 해상교통관제센터
- 동해해상교통관제센터
- 포항해상교통관제센터

## 소속 함정
| - 5001함 - 3007함 - 1510함 (제민 10호) - 1511함 (제민 11호) | - 1512함 (제민 12호) - 1513함 (제민 13호) - 1003함 (한강 3호) - 1008함 (한강 8호) | - 505함 (태극 5호) - 507함 (태극 7호) - 509함 (태극 9호) - 510함 (태극 10호) - 301함 (해우리 31호) - 306함 (해우리 36호) |

## 같이 보기
- 대한민국 해양경찰청
- 목포해양대학교

## 사건 사고
- 2016년 11월 8일 강원도 삼척시 초곡항 인근에서 인명구조를 하던 특공대원 2명이 순직하였다.[3]